# Quinta dos Avós

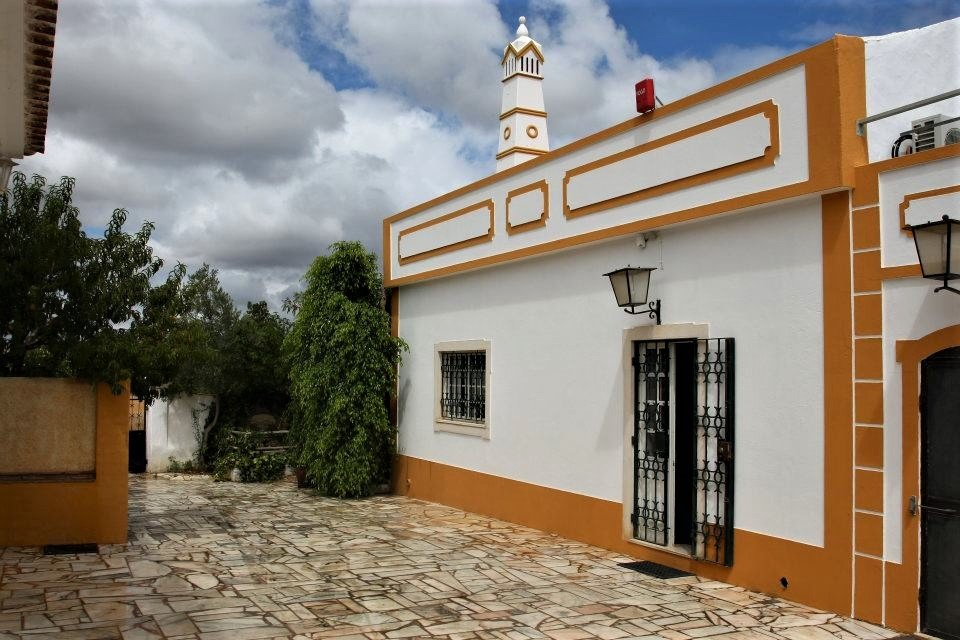
Quinta dos Avós, 2012, Algoz.

A Quinta dos avós é uma quinta familiar que se situa no Algoz, no Município de Silves, Algarve.   
Antiga Casa Agrícola, detém actualmente uma Casa de Chá, aberta desde 1997, onde se pode apreciar doçaria regional do Algarve. Neste estabelecimento encontramos várias especialidades como o Dom Rodrigo, Gargantas de freira, Morgados, entre outras especialidades com amêndoa, figo, alfarroba e laranja. Para além da doçaria, de fabrico próprio, existe uma longa carta de chás e infusões assim como licores e compotas.  
A doceira da casa, Maria da Encarnação, é membro da Confraria dos Gastrónomos do Algarve e em 2007 foi premiada com o prémio Aurum 2007 "Traditional European artisan Food", atribuído pelo Conselho Europeu de Confrarias, na Grécia. 
Na quinta produz-se desde 2015 a cerveja artesanal Marafada.  
Para além da vertente comercial o espaço da Quinta dos Avós é um polo cultural na região organizando eventos com frequência. Atualmente é possível visitar a coleção etnográfica e rural pertencente aos proprietários da Quinta dos Avós. 

## Doçaria
- Doce fino
- Dom Rodrigo
- Folar de laranja
- Garganta de freira
- Morgado
- Morgado de Silves
- Pãezinhos finos
- Queijo de figo
- Torta de alfarroba